# Avenida Paulista (Paulínia)
A Avenida Paulista é uma das principais avenidas de Paulínia, município brasileiro do estado de São Paulo. É a principal avenida da região norte do município e também a mais importante ligação da região central com a periferia. Estende-se por 3750 metros pelos bairros Edith de Campos Favaro, Planalto e Bela Vista, terminando na Avenida José Paulino, próximo ao centro da cidade.
Faz parte do eixo viário norte-noroeste, que compreende também a avenida Fausto Pietrobom e avenida João Aranha.